# Colegio Americano de Quito
La Fundación Colegio Americano de Quito es una escuela internacional estadounidense en Quito, Ecuador. Los fundadores de la escuela fueron Galo Plaza Lasso, ex-presidente de Ecuador; y Boaz Walton Long, ministro plenipotenciario estadounidense en Ecuador. El 14 de octubre de 1940 la escuela abrió con 162 estudiantes. Los estadounidenses querían oponerse la educación de las escuelas internacionales de Alemania y de la Italia fascista.
Comúnmente reconocida como el mejor colegio del Ecuador.  Nuevos estudiantes están generalmente limitados a hijos de exalumnos del Colegio Americano.  

## Historia
El Colegio Americano de Quito fue fundado el 14 de octubre de 1940 con 162 alumnos. Los primeros directores fueron Robert E. y la Sra. Hazel J. Tucker, recién llegados de los Estados Unidos. Los fundadores del colegio vivieron en una época caracterizada por los movimientos fascistas en Europa, representados en Ecuador y en otras naciones sudamericanas por los colegios alemanes e italianos que allí funcionan. Los dos fundadores querían contrarrestar esto. Tenían una visión de educar a la juventud de Ecuador en valores democráticos sabiendo que estos estudiantes se convertirían en los futuros líderes. Boaz Long, el ministro de EE. UU. en Ecuador, ayudó a obtener suministros de EE. UU. para establecer la escuela. La escuela contrató a maestros ecuatorianos de habla inglesa y educados en los Estados Unidos para impartir clases de educación cívica, geografía, historia de Ecuador y español, mientras que los estadounidenses impartieron las otras clases. El Ministerio de Educación ecuatoriano cooperó con la fundación de la escuela. Los gobiernos de Estados Unidos y Ecuador no tenían planes para ayudar financieramente a la escuela. La escuela utilizó un programa educativo derivado de las escuelas públicas de Santa Bárbara, California y la Escuela Lincoln de la Universidad de Columbia.

## Consejo Estudiantil
Cada año los estudiantes escogen a los miembros del consejo estudiantil del colegio. Los cuales están conformados por: Presidente, Vice- Presidente, Secretario y Tesorero. Tradicionalmente los estudiantes eligen al representante del Consejo Estudiantil cada año. La representante del Consejo Estudiantil fue tradicionalmente conocida como la "Reina del Colegio Americano".

## CAMINU
CAMINU (Colegio Americano Modelo Internacional Naciones Unidas) es una simulación de Naciones Unidas, el más grande del Ecuador. Estudiantes de diferentes unidades educativas acuden al mismo.

## Alumnos y personal notables
- Rodrigo Borja Cevallos expresidente de Ecuador 1988-1992.
- Francisco Borja Cevallos Embajador de Ecuador en Estados Unidos
- Francisco Carrión exministro de Relaciones Exteriores de Ecuador 2005-2007 y ex Embajador en varios países.
- Freddy Ehlers periodista y exministro de Turismo.
- Luis Fierro, economista, escritor, ex Viceministro de Economía de Ecuador.
- Santiago Gangotena, fundador de la Universidad San Francisco de Quito
- Edna Iturralde De Howitt escritora.
- Joseph J. Kohn profesor de matemáticas de Princeton.
- César Montúfar, excandidato presidencial, ex Asambleísta Nacional, Ph.D. en Ciencias Políticas
- Verónica Montúfar Socióloga.
- Fernando Córdova Bossano miembro del servicio exterior ecuatoriano y ex Embajador en varios países.
- Barbara Morgan enseñó inglés y ciencias durante un año, entre 1978 y 1979. Más tarde fue astronauta en el Transbordador espacial Endeavour.
- Gian-Carlo Rota matemático y profesor del MIT.
- Martin Pallares, periodista y escritor.
- Rodrigo Paz exalcalde de Quito.
- Natalia Rodriguez Pionera en la Industria de Centros Comerciales en el Ecuador.  Sur de Quito